# Рейнс Олексій Олегович
Олексій Олегович Рейнс (нар. 5 лютого 1995, Перевальськ, Україна) — український письменник. Доброволець ССО АЗОВ та військовий 3-ї окремої штурмової бригади ЗСУ. На війні та в публіцистичній діяльності використовує псевдонім «Консул».

## Життєпис
Народився в місті Перевальськ Луганської області.
Учасник Революції Гідності. Член партії «Національний Корпус» від дня її заснування до моменту припинення діяльності (2016—2022 роки).
У 2020 році заснував клуб RAINSHOUSE як незалежний центр видавничої діяльності, створений з метою поширення об'єктивної інформації про цілі українського націоналістичного руху та для протидії дезінформації про українських військових.
У 2021 році став співорганізатором проголошення громадської ініціативи «День Українського Коміксу», в рамках якої вручається щорічна премія імені Леоніда Перфецького «Комікс Року».
Як куратор від Азовського Руху відповідав за інформаційний супровід кампанії «Не панікуй! Готуйся!», що була покликана підготувати цивільне населення до повномасштабного російського вторгнення.
Після загибелі головного ідеолога Азову Миколи Кравченка на прохання родини полеглого став координатором першого ветеранського видавництва "Орієнтир" як ідеологічний спадкоємець.
На війні як доброволець ССО АЗОВ. Станом на 2024 рік є військовим 3-ї штурмової бригади ЗСУ при виконанні.

## Письменницька діяльність
Автор численних статей щодо ідеології та символіки українських націоналістичних формувань. Веде текстовий блог про внутрішню культуру та організацію Азовського Руху, а також військових підрозділів, зокрема бригади НГУ «АЗОВ», 3 ОШБр, спецпідрозділу «KRAKEN» тощо.
Є ідеологом нової течії в українському націоналістичному русі під назвою «Nаціоналізм» чи «Nаша ідеологія». В їхній назві свідомо використовується літера «N» як ідеологічний наголос та відсилка на символ «Iдея Nації».
Автор двох ілюстрованих книг:
- «Історія забороненого символу Ідея Nації. Наукова монографія»[10][11], 2023 рік.
- «Що таке АЗОВ з України? Ексклюзивний погляд зсередини»[12][13], 2024 рік.